# Stara Kopernia
Stara Kopernia (niem. Küpper b. Sagan) – wieś w Polsce położona w województwie lubuskim, w powiecie żagańskim, w gminie Żagań. 
W latach 1975–1998 miejscowość administracyjnie należała do województwa zielonogórskiego.

## Nazwa
- W 1337 zapisana jako Kupra major[4],
- Po 1342 Grossyn Kupphir[4],
- Do roku 1945 wieś nazywała się "Küpper b. Sagan"[3].

## Zabytki
Do wojewódzkiego rejestru zabytków wpisany jest:
- kościół parafialny pod wezwaniem św. Jadwigi, z połowy XIII wieku, przebudowany w XIV wieku, w połowie XVI wieku. Posiada cechy gotyku, wyposażenie późnobarokowe, płyty nagrobne z XVI w., Kościół otoczony murem z XVI w. z bramą-dzwonnicą nakrytą dachem namiotowym[4].

## Demografia
Liczba mieszkańców miejscowości w poszczególnych latach:
| Rok  | Ilość mieszkańców |
| ---- | ----------------- |
| 1998 | 400               |
| 2002 | 398               |
| 2009 | 428               |
| 2011 | 415               |
| 2021 | 402               |